# Schaueria
Genre
Schaueria est un genre de plantes à fleurs de la famille des Acanthaceae originaire d'Amérique du Sud.

## Liste d'espèces
Selon Catalogue of Life (6 mars 2020) :
- Schaueria calycotricha (Link & Otto) Nees
- Schaueria calytricha (Hook.) A.L.A.Côrtes
- Schaueria gonyostachya (Nees & Mart.) Nees
- Schaueria hirsuta Nees
- Schaueria hirta A.L.A.Côrtes
- Schaueria humuliflora (Nees & Mart.) Nees
- Schaueria lachnostachya Nees
- Schaueria litoralis (Vell.) A.L.A.Côrtes
- Schaueria lophura Nees
- Schaueria macrophylla Pohl ex Nees
- Schaueria marginata Nees
- Schaueria maximilianii Nees
- Schaueria paranaensis (Rizzini) A.L.A.Côrtes
- Schaueria parviflora (Leonard) T.F.Daniel
- Schaueria populifolia C.B.Cl.
- Schaueria pyramidalis A.L.A.Côrtes
- Schaueria schottii Nees
- Schaueria spicata (Vell.) A.L.A.Côrtes
- Schaueria sulphurea Pohl ex Nees
- Schaueria thyrsiflora A.L.A.Côrtes
- Schaueria virginea Nees

Selon NCBI (6 mars 2020) :
- Schaueria azaleiflora
- Schaueria calytricha
- Schaueria capitata
- Schaueria flavicoma
- Schaueria gonatistachya
- Schaueria hirsuta
- Schaueria humuliflora
- Schaueria lachnostachya
- Schaueria lophura
- Schaueria malifolia
- Schaueria marginata
- Schaueria parviflora

Selon The Plant List (6 mars 2020) :
- Schaueria azaleiflora Rusby
- Schaueria calicotricha (Link & Otto) Nees
- Schaueria calycobracteata Hilsenb. & D.L. Marshall
- Schaueria lachnostachya Nees
- Schaueria marginata Nees
- Schaueria parviflora (Leonard) T.F. Daniel
- Schaueria populifolia C.B. Clarke
- Schaueria virginea Nees

Selon Tropicos (6 mars 2020) (Attention liste brute contenant possiblement des synonymes) :
- Schaueria azaleiflora Rusby
- Schaueria caduciflora Griseb.
- Schaueria calycobracteata Hilsenb. & D.L. Marshall
- Schaueria calycotricha (Link & Otto) Nees
- Schaueria capitata Nees
- Schaueria flavicoma N.E. Br.
- Schaueria gonyostachya Nees
- Schaueria graveolens (Blume) Hassk.
- Schaueria hirsuta Nees
- Schaueria hirta A.L.A. Côrtes
- Schaueria humuliflora Nees
- Schaueria lachnostachya Nees
- Schaueria linearifolia Torr.
- Schaueria lophura Nees
- Schaueria macrophylla Nees
- Schaueria marginata Nees
- Schaueria maximiliani Nees
- Schaueria paniculata Nees
- Schaueria parviflora (Leonard) T.F. Daniel
- Schaueria parvifolia Torr.
- Schaueria populifolia C.B. Clarke
- Schaueria pyramidalis A.L.A. Côrtes
- Schaueria schottii Nees
- Schaueria suaveolens (L.) Hassk.
- Schaueria sulphurea Nees
- Schaueria thyrsiflora A.L.A. Côrtes
- Schaueria virginea Nees